# Liutfrid II de Sundgau
Liutfrid II fue conde de Sundgau hacia el año 788, y miembro de la línea de los Liutfriden, una rama de la familia noble de los Eticónidas.

## Biografía
Liutfrid II, hijo mayor Liutfrid I, duque de Alsacia, obtuvo el condado de Sundgau en la división que se hizo de la herencia de su padre, y fue él quien, estrictamente hablando, funda la rama de condes de este nombre. Muchos autores le han conservado la calidad de duque, aunque esa dignidad se había extinguido en su familia a la muerte de su padre.
Liutfrid II tuvo por esposa a Hiltrud o Heiltraut, cuya identidad se discute: a veces se presenta como la hija de Otbert III, conde de Habsburgo, pero para un número de historiadores y genealogistas, ella sería Hiltrud von Wormsgau, hija del conde Robert VI von Wormsgau y Hiltrud/Chiltrud von Bayern, nieta de Carlos Martel. 
Liutfrid II murió hacia el año 802.

## Descendencia
Liutfrid II deja de su mujer Hiltrud, tres hijos, a saber:
1. Hugo I († 20 de octubre de 837); llamado timidus, conde de Sundgau, hasta 828 conde de Tours, luego ducis de Locate, 811 Vogt de Saint-Julien d'Auxerre, enterrado en Monza; ∞ Ava († 4 de noviembre de 839).
2. Leuthard († 830); conde en Alsacia. Este príncipe fue, con el conde Hugo su hermano, uno de los benefactores del monasterio de Alt-Eckrich, hecho que se evidencia por un diploma de Lotario I, datum die XV octobris DCCCLIX, a Leutardo comite et Hugone fratre, concessum est ecclesiæ quæ dicitur Belmont, etc.[2] Leuthard deja un hijo de su esposa Grimilda:
  1. Otbert, obispo de Estrasburgo en 906. Cuando el prelado ascendió al trono episcopal, Conrado, rey de Alemania y Carlos el Simple, rey de Francia, se disputaban el Reino de Lorena. Los ciudadanos de Estrasburgo aprovecharon los disturbios que provocaba esta guerra para renovar su empresa contra la autoridad de su obispo. Otbert no queriendo ceder en absoluto sus derechos resistió los esfuerzos iniciales dirigidos contra él; pero al ver que su vida corría peligro huyó hacia el castillo de Ratburg; desde allí lanzó sobre la ciudad de Estrasburgo, un interdicto, que enardeció más a los amotinados, quienes afirmaron su deseo de vengarse y matar al prelado en el lugar de su retiro. Otbert cayó bajo la espada de los asesinos, el 30 de agosto de 913.
3. Basilie, abadesa de Stephanskirche, en Estrasburgo, de 845 a 871. En una carta del emperador Lotario I, dada en 845, este monarca menciona a Basilla como cognata, porque era la tía de su esposa Ermengardis.[3]